# AQUA BEAR
AQUA BEAR（あくあ べあー）は、FM76.1 MHz ラジオ・ミュー（新川コミュニティ放送）により放送されているラジオ番組。

## 概要
富山県黒部市をホームタウンに活動する女子バレーボールクラブチーム『KUROBEアクアフェアリーズ』の所属選手が出演するラジオ番組。
内容は主に、直近の活動（試合の結果や参加したイベント）についての報告、フリートーク、選手が選んだ音楽の再生、お便りコーナー、今後の活動についての告知。
毎回、放送の中頃と終盤にそれぞれ1曲ずつ音楽が再生される。
次回の放送内容や出演者についての情報はチーム公式Facebookのほか、選手個人のTwitterでも告知されている。

## 放送時間
- 毎週 木曜日 19:00 - 19:30
- 毎週 金曜日 14:30 - 15:00（前日放送分の再放送）

※本番組はListenRadioによりインターネット経由でも放送されており、放送局の電波圏外からでもWebブラウザやiOSおよびAndroidアプリを通して聴くことができる。

## 出演者
基本的にレギュラーはおらず、毎回選ばれた2人の選手が出演する。
ただし、チームに入って間もない新人選手が初めて出演する際は、2人の先輩選手に連れられ3人で出演するのが通例となっている。
基本的に続けて同じ選手が出演することがないように配慮されるが、チームの事情などの理由により同じ選手が2週連続で出演した例もある。
倉見夏乃選手の在籍当時、彼女が出演者の組み合わせを考える役割を担っていたと2019年1月3日放送分で語られた。倉見夏乃選手の退団後、この役割がチームスタッフの原侑花アナリスト兼マネージャーに委任されていたことが2019年10月17日放送分で明らかになった。

## 過去の放送リスト

### 2019年放送分
| 放送日   | 出演                               | 内容 |
| -------- | ---------------------------------- | --- |
| 1月3日   | 南美寿希 / 平谷里奈                | ○新年のご挨拶 ○リナの分まで雪かきしてあげたミズキ ・アクアメンバーの年末年始 ・年越しパーティを企画中 ・初詣とおみくじ ・いつか年越しディスニーに行きたい2人 ○雪生活は大変 ○ラジオのメンバー構成を考えているのは… ○新年の目標（バレーとプライベート） ・料理以外はマメなミズキ ○次の試合の告知と抱負 |
| 1月10日  | 馬場ゆりか / 雪丸梢                | ○新年の挨拶 ○1月5〜6日の試合結果の報告と感想 ○年末年始をどう過ごした？ ・お正月番組を録画しまくったユリカ ・箱根駅伝で感動したユリカ ・夜な夜な魚をさばく動画を観ているユリカ ・断捨離にハマるリュウ ・私服寄りのおしゃれシャージに物申すユリカ ○次回試合の告知 ○サキとナツは風邪を引きやすい？ |
| 1月17日  | 綿引菜都美 / 浮島杏加子            | |
| 1月24日  | 白崎麻友香 / 菅野菜緒美            | ◯久々にラジオ出演したマユカ ◯アクアでの初スタメン出場を経験したマユカ ◯同じ出身校の選手から受ける刺激 ◯ジブリ大博覧館に行ったマユカ ◯オフはAmazonプライムで動画を観ているカナ ◯意外と（？）女子力が高いアカネとカナ ◯次回試合の告知 |
| 1月31日  | 平谷里奈 / 小西愛衣                | ○声が対照的な2人？ ○前回試合の報告と感想（対岡山シーガルズ戦） ○リナが車につけてる「さるぼぼ」をバカするメイ ○ファンクラブ通信はアクアメンバーの手作り？ ・メイは「子犬年（？）」 ○嵐活動休止でテンションガタ落ちのサヨ ○ザッハトルテを手作りしてくれたアカネ ○リナのバレンタインデー ○職場で寝てる疑惑をかけられるサキ ○メイのサラサラヘアーがうらやましいリナ ○次回試合の告知                              |
| 2月7日   | 倉見夏乃 / 舛田紗淑                | ◯前回試合の報告と感想 ・ママアスリートの荒木絵里香選手について ◯時の流れは早い ◯バレンタインデーについて ◯嵐の活動休止で涙を流したサヨ ・サヨのジャニーズ好きは母譲り？ ◯次回試合の告知（黒部市総合体育センター／対久光戦、対JTマーヴェラス戦） |
| 2月15日  | 和才奈々美 / 南美寿希              | |
| 2月21日  | 丸山紗季 / 平谷里奈                | |
| 2月28日  | 馬場ゆりか / 浮島杏加子            | ◯久々登場のユリカと毎月登場のアカネ ◯髪型について ◯化粧をして試合する未来がくるかも？ ◯2人の共通点 ・香水について ・軽井沢で一緒にショッピングした思い出 ・たまたまお気に入りの焼肉屋さんが一緒だった2人 ・カラオケについて ・ライブについて ◯SNSでの情報発信について |
| 3月7日   | 雪丸梢 / 綿引菜都美                | ◯富山にももクロがやってきた ◯ジャニーズについて ・チームにジャニーズを伝染させるルイとサヨ ◯アクアファンの皆様に感謝 ◯久々のお便りコーナー ◯3月と言えば… ・単位が足りず焦って帰京したルイ ◯リュウにバカキャラ扱いされるルイ ◯今年は雪があまり降らなかった富山 ◯次回試合の告知（花巻市総合体育館／対岡山戦）                                                                                                  |
| 3月14日  | 菅野菜緒美 / 小西愛衣              | |
| 3月21日  | 白崎麻友香 / 浮島杏加子            | |
| 3月28日  | 和才奈々美 / 舛田紗淑              | |
| 4月4日   | 倉見夏乃 / 馬場ゆりか              | |
| 4月11日  | 丸山紗季 / 雪丸梢                  | |
| 4月18日  | 白崎麻友香 / 南美寿希              | |
| 4月25日  | 平谷里奈 / 綿引菜都美              | ○ルーキーとベテランの時間感覚 ○オールスターに出場したリナ ○推しメンの芸能界復帰で歓喜するルイ ○アニメと漫画が好きなリナ ○携帯中毒のルイと指摘するリナ ○意外とギャルなルイ ○黒鷲旗の告知 |
| 5月2日   | 和才奈々美 / 菅野菜緒美            | |
| 5月9日   | 雪丸梢 / 小西愛衣 / 星加輝         | ○初登場・星加輝 ○GWの過ごし方 |
| 5月16日  | 浮島杏加子 / 舛田紗淑 / 白岩蘭奈   | ○初登場・白岩蘭奈 |
| 5月23日  | 丸山紗季 / 馬場ゆりか / 細沼綾     | ○アヤの自己紹介 ○黒部名水マラソンへの参加告知 |
| 5月30日  | 白崎麻友香 / 綿引菜都美 / 梅津憂理 | ○ユウリの自己紹介 ○黒部名水マラソンの報告 ○山王まつりへの出演告知 |
| 6月6日   | 白崎麻友香 / 星加輝                | ○ヒカルの自己紹介 ○富山大OGの2人 ○退団選手について |
| 6月13日  | 雪丸梢 / 細沼綾                    | ○食へのこだわり ○お便り募集 ○オフの過ごし方 ○ファンクラブ告知 |
| 6月20日  | 丸山紗季 / 綿引菜都美              | ○大和南高OGの2人 ○お便りコーナー |
| 6月27日  | 舛田紗淑 / 梅津憂理                | ○北と南で生まれた2人のふるさとコーナー ・ご当地グルメ ・帰省が大変 ○お便りコーナー ・ジャニーズ談義 ・ジャニーズが載った雑誌を買いまくるユウリ ・これまでジャニーズグッズに費やした金額 ・同じアイドルうちわを大量購入するルイ ・推しの新作アルバムを勝手に宣伝する2人 ○次回試合の告知 |
| 7月4日   | 浮島杏加子 / 白岩蘭奈              | ○新チームについて ・サマーリーグ ・先輩選手の退団と移籍選手 ・チームメイトとのコミュニケーション ○二人の共通点について ・好きなアーティスト ・ライブの話 ○サマーリーグの告知 |
| 7月11日  | 馬場ゆりか / 小西愛衣              | ○サマーリーグ結果報告 ○お便りコーナー ○中部総合の告知 |
| 7月18日  | 舛田紗淑 / 星加輝                  | ○中部総合結果報告 ○お便りコーナー ・2人の普段の仕事について ・週初めのテンションの上げ方 ○好みのタイプ ○髪型について ○TGCへの参加告知 |
| 7月25日  | 丸山紗季 / 白崎麻友香              | ○お便りコーナー ・マユカの関西弁 ・夏休み ・アクアで一番〇〇な人 ・サキのお寿司記録 ・よく遊ぶチームメイト ○TGCへの参加告知 |
| 8月1日   | 綿引菜都美 / 細沼綾                | ○ルイとアヤの出会い ○ミドル会企画中 ○ディズニーシーに行ったアヤ ○お便りコーナー ・毎日食べても飽きない食べ物・苦手な食べ物 ・神奈川・埼玉県民のプライド ・TGC出演の感想 |
| 8月15日  | 間橋香織 / 馬場ゆりか / 浮島杏加子 | ○初登場・カオリの自己紹介 ○運転免許を取得したカオリ ○お便りコーナー ・選手が所属する会社はどう決まる？ ・黒部に来て最初に行った場所 ・黒部に移籍して驚いたこと ・トークは得意？ ・今年の夏、海やプールには行きましたか？ ・アクアの中で泳ぎが上手な選手は？ |
| 8月22日  | 雪丸梢 / 舛田紗淑                  | ○合宿とBBQ ○サヨを襲った悲劇 ○巨大台風 ○付き合うなら誰？ ○お便りコーナー ・付き合うならどんなタイプ？ ・リュウのモノマネとイタズラの標的 ・サヨと仮面ライダー ・ハマっていること ○北信越国体の告知 |
| 8月29日  | 丸山紗季 / 星加輝                  | ○北信越国体の結果と感想 ○お便りコーナー ・カラオケでの十八番は？ ・ミニ国体でリベロを経験した2人 ・富山弁でトーク ・夏の思い出 ・休日の過ごし方 ○イオンモールとなみでのイベント告知 |
| 9月5日   | 綿引菜都美 / 白岩蘭奈              | ○イオンモールとなみでのイベントの報告 ○ジャニーズ談義 ○お便りコーナー ・ランナのギャップ ・ルイと野球 ・仙台出身ランナが勧める牛タン店 ・バレーW杯の歴代テーマソング ・ルイへ背番号変更の勧め ○PFUとのフレンドリーマッチの告知 |
| 9月12日  | 白﨑麻友香 / 細沼綾                | ○未だにラジオ慣れしないアヤ ○お便りコーナー ・自己紹介の練習 ・マユカのイジリの標的 ○秋にしたいこと ○夏の思い出 ○PFUとのフレンドリーマッチの告知 |
| 9月19日  | 雪丸梢 / 浮島杏加子                | ○PFUとのフレンドリーマッチの報告 ○富山大和に「スポーツコミュニティーパークトヤマ」がオープン ○九州の方言について ○お便りコーナー ・新入団シモーン選手について ・入場曲にしたい曲 ○アメリカ代表との合同練習 |
| 9月26日  | 間橋香織 / 梅津憂理                | ○W杯バレー観戦について ○ミカサの新ボール ○シモーンについて ○お便りコーナー ・ユウリからみたカオリ ・W杯バレーとクマムシ ・春高バレーとジャニーズ ・強豪校特有の部活ルール |
| 10月3日  | 馬場ゆりか / 星加輝                | ○お便りコーナー ・うどんとラーメン ・ユリカからみたヒカル ・後輩・ヒカルが先輩・ユリカに聞きたいこと ・宇宙人を見たことがあるユリカ ○携帯を変えたユリカ |
| 10月10日 | 丸山紗季 / 小西愛衣                | ○バスケ観戦したサキとメイ ○Vリーグ開幕会見に出席したサキ ○シモーン宅でバースデイ・パーティ ・サヨとシモーン、アカネとワカバは同じ誕生日 ○お便りコーナー ・誕生日プレゼントの選考者 ・チームメイトの良いところと羨ましい能力 ○Vリーグ開幕戦の告知 ・開幕へ向けての意気込み |
| 10月17日 | 雪丸梢 / 杉原若葉                  | ○前回試合の報告 ○25歳の誕生日を迎えたリュウ ○アクアメンバーの美意識 ○お便りコーナー ・リュウのパフォーマンス ・ラジオメンバーの選考者 ・美人度が上がったと評判のリュウとルイ ・一番思い出に残っている試合 ○次回試合の告知 |
| 10月24日 | 間橋香織 / 舛田紗淑                | ○前回試合の結果報告と感想（対トヨタ車体クインシーズ戦） ○カオリが感じた日立とKUROBEの違い ○ホームゲーム中のバレー教室開催は異例 ○一週間くらい風邪気味のサヨ ○サヨに「苦手」と言われてショックを受けたカオリ ○カオリとアカネの存在感 ○お便りコーナー ・2人の特技は真顔と食べ放題？ ・カオリンゴとサーヨン ・サインボールをもらいやすいアピール方法は？ ○次回の試合の告知（対上尾戦、対東レ戦）                |
| 10月31日 | 浮島杏加子 / 細沼綾                | ◯前回試合の報告と感想 ・コートの外でもホットなアヤ ◯11月は黒部でホームゲーム ◯合言葉は「ポンポォン！」 ◯サキの精神年齢 ◯富山の冬 ・雪合戦をしたがるカオリ ◯いじられるサキ、落ち着いたサヨ、幼いヒカル ・アクアメンバーは姉妹的？ ◯インフルエンザ ◯次回試合の告知（金沢市総合体育館／対PFU、東レ） |
| 11月7日  | 雪丸梢 / 白岩蘭奈                  | ◯2人はラジオ初共演 ◯前回試合の結果報告 ・Twitterのファンの意見を取り入れるランナ ◯メルシーと富山大和でのチケット直販イベント ・着ぐるみの厳しさを思い知らされたリュウ ◯ハリー・ポッターマニアのリュウ ◯お便りコーナー ・漢字が苦手なアクアメンバー ・チームスタッフの印象 ・大学時代の思い出 ◯次回試合の告知（サンエーワーク住吉／対トヨタ車体、対埼玉上尾）                                                 |
| 11月14日 | 馬場ゆりか / 白﨑麻友香            | ◯前回試合の報告と感想 ◯メンバーがガラリと入れ替わったアクア ◯大阪大会に応援に来てくれたナツとミズキとリナ ◯アクアOGの近況 ◯知り合いを誘って観戦に来て欲しい！ ◯お便りコーナー ・円陣で肩車パフォーマンスをしたマユカ ・関西人はせっかちでケチ？ ・アクアメンバーで最も太っ腹なのはアカネ ◯次回試合の告知（黒部市総合体育センター／対JT戦）                                                                   |
| 11月21日 | 綿引菜都美 / 梅津憂理              | ◯前回試合の報告と感想 ◯サーブに力を入れているユウリ ◯赤ちゃん好きなルイ ◯お便りコーナー ・2人の憧れの選手&注目の有望選手は？ ・アクアで起こった珍プレーは？ ・#ルイのブロック祭り ◯次回試合の告知（とどろきアリーナ／対デンソー戦、NEC戦） |
| 11月28日 | 杉原若葉 / 星加輝                  | ◯前回試合の報告と感想 ◯お便りコーナー ・サインはいつ頃考えた？ ・大きな大会で緊張しないコツは？ ・ヒカルが「タルト」と聞いて想像するのは？ ・2人が好きなお菓子は？ ◯ONE PIECE好きかつゾロ推しな2人 ◯2人のオススメ漫画 ◯富山の雪と暖房器具 ◯次回試合の告知（佐賀県総合体育館／対久光戦、対岡山戦） |
| 12月5日  | 細沼綾 / 白岩蘭奈                  | ◯前回試合の報告と感想 ◯佐賀と飛行機の思い出 ◯お便りコーナー ・地元へ遠征したときは帰省したり友達と遊ぶ？ ・遠征先のホテルは1人部屋？ ・2人の好きなタイプは？ ・飛行機の感想は？ ・試合中はどんな話をしてる？ ・新人として心がけていることは？雑用 ◯クリスマスについて ◯アヤの髪型はどんなのが良い？ ◯次回試合の告知（加古川市立総合体育館／対姫路戦、対日立戦）                                              |
| 12月12日 | 舛田紗淑 / 小西愛衣                | ◯前回試合の報告と感想 ◯今年最後のホームゲーム ◯帰省について ◯風邪と食中りに苦しめられたサヨ ◯お便りコーナー ・メイの鼻歌 ・お気に入りのサービスエリア ・四六時中デカビタを飲むメイ ・移動中はゲーム三昧なサヨ ◯次回試合の告知（深谷市総合体育館／対上尾戦） |
| 12月19日 | 丸山紗季 / 間橋香織                | ◯前回試合の報告と感想 ◯お便りコーナー ・出待ちのファンサービスがすごいと感じる選手は？ ・先輩を先輩と思っていないカオリ ・食べ放題直前にパンを買い食いするカオリ ・映画を見に行ったサキとカオリ ・団体行動に向かない自由人カオリ ・もうすぐクリスマス ・アラサーに焦るサキ ・もらったら嬉しいプレゼントは？ ・意外とガールズトークをするサキとカオリ ◯次回試合の告知（ベイコム総合体育館／対東レ戦、対JT戦） |
| 12月26日 | 浮島杏加子 / 梅津憂理              | ◯前回試合の報告と感想 ◯次回試合にはユウリの家族が観戦にきます！ ◯ピンチサーバーについて ・ピンサで舞い上がるユウリ ・ピンサ未経験のアカネ ◯お便りコーナー ・SNSについて ・ファンの方が撮ってくれる写真 ・子供の頃、クリスマスにもらって嬉しかったもの ・春高の思い出 ◯次回試合の告知（黒部市総合体育センター／対PFU戦、トヨタ車体戦）                                                                        |

### 2020年放送分
| 放送日  | 出演                               | 内容 |
| ------- | ---------------------------------- | --- |
| 1月2日  | 白﨑麻友香 / 杉原若葉              | ◯前回試合の報告と感想 ◯2019年の総括&バレーボール以外の思い出 ・運転免許を取ったワカバ ◯チアリーダーチーム・パピーズについて ◯お便りコーナー ・2人の地元のお雑煮 ・2019年の総括と2020年の抱負 ◯次回試合の告知（宇部市俵田翁記念体育館／対PFU戦、対姫路戦） |
| 1月9日  | 馬場ゆりか / 雪丸梢                | ◯シーズン中は声がガサガサにあるユリカ ◯箱根駅伝好きなユリカ ◯お便りコーナー ・おみくじは都合よく信じるユリカと全く信じないリュウ ・試合前のルーティン ・アクアのじゃんけんに強い選手／弱い選手 ・2人の母校の春高の応援幕 ◯次回試合の告知（宇部市俵田翁記念体育館） |
| 1月16日 | 綿引菜都美 / 星加輝                | ◯前回試合の報告と感想 ・一丸で戦ったチャレンジ4 ・地域の方に支えられていることを実感したルイ ◯お便りコーナー ・最近涙を流したのはいつ、どんなとき？ ・ホームゲームで勝ちたいルイ ・ミスしたサヨに笑ってと声をかけたのは誰？ ・姫路戦でフェンスがズレるほど前のめりになっていた控え選手達 ・得点後コートを走るようになったのは誰のアイディア？ ・プレー中に応援は聞こえる？ ・他のチームの応援ですごいと思うものは？ |
| 1月23日 | 細沼綾 / 小西愛衣                  | ◯シーズンの感想 ・V1残留を決めて肩の荷が下りたメイ ◯帰省について ・月1ペースで帰省している岐阜出身のメイ ・友達に原宿に行く予定のアヤ ◯ユウリの影響でジャニオタ化したアヤと洋楽好きなメイ ◯お便りコーナー ・シーズンの疲れと疲労回復の方法は？ ・対戦して印象に残った選手は？ ・メイの入場曲は何という曲（Alan Walker - The Spectre）？ ・M-1グランプリは見ましたか？ ・印象に残った試合とプレー ・ドイツに行ったシモーンについて |
| 1月30日 | 丸山紗季 / 梅津憂理                | ◯シーズンの感想 ・未だに余韻に浸っているサキ ・残留を決めた瞬間のサヨの顔がお気に入りなユウリ ・初めてV1リーグを経験したユウリ ・応援してくれた人たち ◯お便りコーナー ・年齢差9歳の2人のジェネレーションギャップ ・私服がかわいいユウリ ・新人ユウリから大先輩サキへ質問 ・今季はユリカとよく話したサキ ・試合前に全身を叩いて戦闘モードに入るサキ ・リリーフサーバーとしての心構え ・リーグ中にサーブを変えたユウリ ・来シーズンの目標 ◯アクアで富山グラウジーズの応援に行きました |
| 2月6日  | 間橋香織 / 白﨑麻友香              | ◯お便りコーナー ・かおりんごの仕事について ・大阪観光に行ったカオリとたまたま同じ日に帰省していたマユカ ・カオリから全試合観戦してくれた両親へ、そして副主将マユカからファンの皆様へメッセージ ・ホームゲームで『生AQUA BEAR』をしてみては？ ・自称人見知りなカオリとおしゃべり大好きなマユカ ・久々のトレーニング後で筋肉痛の2人 ◯アクアと日立の違い ・トーク講座と自己紹介 ◯カオリの地元は埼玉県 |
| 2月13日 | 雪丸梢 / 星加輝                    | ◯FINAL4について ・OGのリナとミズキから厳しい（？）声援を受けたリュウ ◯帰省について ・鹿児島で同級生の子供と遊んだリュウ ・愛媛で家族とゆっくり過ごしたヒカル ・久々に雪が降った富山 ◯節分について ・ランナ、アヤ、ユウリと恵方巻きを食べたヒカル ・鹿児島では節分に落花生を投げる？ ・愛媛では恵方巻きを食べる前に「ワハハ！」と笑う？ ・雪丸家特有の節分 ◯バレンタインデーについて ・バレンタインは食べる専門のリュウ ・いつもチームメイトにお菓子を作ってくれるアカネ ◯新入団選手について ・同期が一気に4人増えて喜ぶサヨ ・新人選手の紹介 ◯ファン感謝祭の告知 |
| 2月20日 | 浮島杏加子 / 小西愛衣              | ◯実はラジオ初共演のアカネとメイ ・普段話しすぎて特に話すことがない2人 ・アカネが発見した美容院が流行中 ◯メルシーのメッセージボードについて ・メイの行きつけはマックスバリューとダイソーとアオキ ・メルシーはお惣菜が良い ・自分のために料理はしないメイ ◯お便りコーナー ・飛騨高山に行きたいアカネへ高山出身のメイからアドバイス ・寒さに強い岐阜出身のメイと弱い宮崎出身のアカネ ・水が出る道路に驚いたアカネ ・未だにスノーブーツを買っていない2人 ・富山のドライバーは優しい ◯ファンクラブ感謝祭の告知 |
| 2月27日 | 綿引菜都美 / 杉原若葉              | ◯ファン感謝祭について ・手作り感満載のファン感謝祭 ・武田義也コーチのモノマネをしたワカバ ◯2人の日常について ・テレビを見なくなったワカバ ・休日はテレビ、YouTube、漫画のループなルイ ・ヒッキーになりがち ・運転があんまり好きじゃない2人 ◯原侑花アナリストについて ・大学2〜3年生の頃に選手からアナリストに転向した侑花さん ・お酒に弱いユカさん ・実はすごい侑花さん ◯2人に似ている人 ・後ろ姿が似過ぎているワカバとアヤ ・ルイとフジテレビ宮司愛海アナは似ている？ ◯2人の結婚願望 ・結婚願望はまぁまぁな2人 ・友達の結婚式に行って感動したワカバ ・許容年齢差は+5歳くらいまでな2人 ・アクアメンバーで一番結婚願望が強そうなのはカオリ |
| 3月5日  | 舛田紗淑 / 白岩蘭奈                | ◯ランナの初出演以来に共演を果たした2人 ◯天皇杯の中止について ◯走る系のトレーニングについて ・日常生活に支障がでるレベルの筋肉痛に苦しむサヨ ◯寮について ・2人の寮の部屋は窓越しに物を手渡せる？ ・網戸が故障中のサヨとアヤ ・部屋にクモが出るサヨと、ゴキブリが出るランナ ・ランナのゴキブリ対策 ・ユリカの部屋にゴキブリが出て駆り出されたサヨ ◯近頃SixTONES推しのランナ ◯お便りコーナー ・ランナは初登場時から成長した？ ・ランナと通訳・池田真亜子さんは似てる？ ・サヨが作る後輩「ヒナノ（道下ひなの）の取扱説明書」 ・アクア以外のチームの友人は？ |
| 3月12日 | 馬場ゆりか / 細沼綾                | ◯銀盤酒造の蔵開きが新型コロナウィルスの影響で中止に…。 ◯お便りコーナー ・お酒の仕込みの時期は納豆厳禁？ ・アヤがハタチになったら飲みたいお酒は？ ◯ドラマ『恋はつづくよどこまでも』に夢中のアクアメンバー ◯新メンバーを辛口紹介 ・ユウカ（立石優華）について ・リンカ（小杉凜華）について ・ユイ（戸部真由香）について ・ヒナノ（道下ひなの）について |
| 3月19日 | 梅津憂理 / 星加輝                  | ◯ラジオ初共演な2人 ◯新型コロナウィルスについて ・新型コロナウィルス未上陸の富山県 ・マスク不足に悩む2人 ・ウィルスに効かないマスクもある？ ◯アヤとランナとSNSについて ・新しい髪型を褒められて嬉しくなってたアヤ ・SNSをサボりがちなヒカルとランナ ・携帯をあまり触らないヒカル ・ボロボロのカセットテープ型iPhoneケースを使い続けるアヤ ◯お便りコーナー ・お互いの「第一印象」と「良いところ」は？ ・ミスチル好きなヒカルへ、歌詞の分析はどうしてる？ ・ファン感のグループの決め方は？ ・ヒカルへSNS更新のお願い ・SNSエキスパート・ユウリからアドバイス |
| 3月26日 | 白﨑麻友香 / 浮島杏加子            | ◯お便りコーナー ・大阪に住むにあたって身につけておくべきス大阪弁 ・モチベーションの保ち方 ・マユカとサヨが名水マラソンに出場するかも？ ◯チーム内で大卒選手3名の卒業式をしました ・卒業式の思い出 ・マユカの中学生活 ・なぜか茶道の資格を持っているアカネ |
| 4月2日  | 丸山紗季 / 雪丸梢                  | ◯新型コロナウィルスについて ・薬局に並んでピンクのかわいいマスクを手に入れたサキ ◯最近したバレー以外の活動について ・ラグビーのルールで揉めるアクアメンバー ・久々に一輪車に挑戦したリュウ ◯トレーニングについて ・追い込む系のトレーニングで筋肉痛になったサキ ◯お便りコーナー ・主要大会が中止になってしまったので、紅白戦の様子をネット配信してほしい！ ・体育大あるあると母校の著名な出身者は？ ・新型コロナウィルスで亡くなられた志村けんさんの思い出は？ |
| 4月9日  | 杉原若葉 / 梅津憂理                | ◯新型コロナウィルスについて ・朝6時からマスクを買いに行くも結局買えなかったサキとカオリ ◯ゲームについて ・Nintendo Switchが品薄で買えないから荒野行動を始めたユウリ ・どうぶつの森とスマブラがやりたいユウリとワカバ ◯ユウリとアヤの食事会 ・作る担当のユウリと食べる担当のアヤ ◯オフの過ごし方 ・家から一歩も出なかったワカバ ・人をダメにするクッションを買ったワカバ ◯お便りコーナー ・ユウリの同期・平山詩嫣選手について ・ワカバから見たユウリ ・今シーズンを振り返って ・試合離れでモチベ維持が大変 ・ランナの気持ちになっておすすめのラーメン屋さんを紹介するユウリ ・ワカバの地元の岩のりは通販で買える？ |
| 4月16日 | 間橋香織 / 小西愛衣                | ◯マスクをつけて出演中の2人 ◯おうち時間について ・部屋の服を断捨離しているメイ ・寝るか食べるかしかないカオリ ・知り合いのインスタ更新率が高くなった ・じっとしすぎてて体が重くなったカオリ ◯新型コロナウィルスについて ・富山県内でも感染者が増加中 ・自作マスクを目にする機会が増えた2人 ・まだ感染者が出ていない黒部 ◯お便りコーナー ・コートネームの由来について ・それぞれの職場と新型コロナの影響 ・新型コロナが流行っていなければやりたかったこと |
| 4月23日 | 白﨑麻友香 / 雪丸梢                | ◯新型コロナウィルスについて ・コロナの影響で特殊な場所で収録中 ・普通の生活のありがたさを思い知った2人 ◯コロナに負けず面白い話を ・リュウがネットに引っかかって床に叩きつけられた話 ・ホテルでOGのリナを驚かせた話 ・ジュース争奪じゃんけんバトルの話 ・後輩がイタズラしてくれないのが不満な2人 ・リュウのゴキブリドッキリにまんまと引っかかる原侑花アナリスト |
| 4月30日 | 馬場ゆりか / 舛田紗淑              | ◯ラジオの出演人数について提案 ◯新型コロナウィルスについて ・感染防止特別収録につき「お便りコーナー」はおやすみ ◯サヨのおうち時間 ・あつまれ どうぶつの森の島開拓に夢中のサヨ ・どうぶつの森の概要をイマイチ把握していないユリカ ・「どうぶつの海」と「どうぶつの山」の発売希望 |
| 5月7日  | 丸山紗季 / 浮島杏加子 / 戸部真由香 | ◯新人・ユイ（戸部真由香）が初登場 ・コートネームの由来 ・好きな食べ物 ・ジャニーズのSnow Manが好きなユイ ・アピールポイント ◯3人のおうち時間 ・お菓子作りをしようと考えているユイ ・かぼちゃケーキを作ったサキ ・あえて昼間にインスタライブをしたアカネ ・どうぶつの森と大人の塗り絵にハマっているアカネ ・部屋の中でバレーボールを使ったチャレンジを企てているサキ ・部屋の模様替えをしたいユイ ・英語の勉強がしたいサキ ◯ユイから富山についての質問 ・近場の良い美容院を知りたいユイ ◯ユイの意気込み |
| 5月14日 | 梅津憂理 / 小西愛衣 / 小杉凜華     | ◯初登場・リンカ（小杉凜華） ・地元出身なリンカの自己紹介 ・好きな食べ物とアーティスト ・オススメ富山グルメ ・好きなキャラクター ・好きな俳優 ◯3人の自粛生活の過ごし方 ・YouTubeを見ているメイとリンカ ・韓ドラをガッツリ見ているユウリ ・テレビゲームについて ・得意料理について |
| 5月21日 | 細沼綾 / 白岩蘭奈 / 道下ひなの     | ◯初登場・ヒナノ（道下ひなの） ・ヒナノの自己紹介 ・ソニーのカメラがほしいヒナノ ・Snow Manの向井康二さんが好きなヒナノ ・ヒナノが富山に来て行った場所 ・ヒナノに黒部の美しい海岸を見てほしいアヤ ・ヒナノの好きな食べ物 ・K-POPが好きなヒナノ ・ヒナノの大学生活 ・大学時代にランナと対戦していたヒナノ ◯3人のおうち時間 ・Netflixで韓ドラを見まくっているランナ ・ランナに勧められた7番房の奇跡を見て号泣したアヤ ◯チームのYouTubeチャンネルとTwitterアカウントが解説されました！ |
| 5月28日 | 舛田紗淑 / 杉原若葉 / 立石優華     | ◯初登場・ユウカ（立石優華） ・ユウカの自己紹介 ・ユウカの趣味は映画鑑賞 ・ユウカが最近見た映画とオススメ映画 ・プロジェクターを買ってほしいユウカ ・Yahoo派のユウカとサヨ、Google派のワカバ ・ユウカの好きな食べ物 ・イチゴ狩りに行きたいサヨ ・ユウカの好きな俳優 ◯新型コロナウイルスによる甲子園の中止について ・感情移入しすぎて泣きそうになったサヨ ◯最近ハマってること ・恋愛本を読んでいるユウカ ・ゲームと仮面ライダー漬けのサヨ ・サヨのオススメは『仮面ライダーオーズ/OOO』 ◯締めの一言 |
| 6月4日  | 間橋香織 / 星加輝                  | ◯ラジオ初共演の2人 ◯普段の生活に戻ったら何がしたい？ ・カオリのお家でたこパしたいヒカル ・温泉に行きたいカオリ ・岩盤浴に行きたいヒカル ・ヒカルは「ゆらら」がお気に入り ・インドア派だけど外に出たくなったヒカル ◯2人のオススメスポット ・ヒカルのオススメは「愛媛のロープウェイ街」と「富山の称名滝」 ・カオリのオススメは「長瀞のライン下り」 ◯2人のこと ・子供の頃の夢（なりたかった職業） ・好みのタイプ ・将来欲しい子供の数 |
| 6月11日 | 丸山紗季 / 馬場ゆりか / 原侑花     | ◯質問コーナー ・ユリカからみたユウカ（立石優華） ・サキは趣味のロードバイクでどこまで行った？ ・アキュの好きなところを教えてください ・もしも魔法が使えたら？ ・いま一番食べたいものは？ ◯初登場・原侑花マネージャー ・自己紹介 ・ラントレ参加を頑なに拒否する原マネ ・コロナ特別企画を考え中 ・先輩の言うことは「ゼッタイ！」 |
| 6月18日 | 細沼綾 / 小杉凜華                  | |
| 6月25日 | 梅津憂理 / 道下ひなの              | ◯2人のお仕事 ・富士ゼロックス（現:富士フイルムビジネスイノベーション）に勤めているヒナノ ・アカネとユウカの職場に月1で営業に行くヒナノ ・黒部エムテックに勤めているユウリ ・新型コロナの影響で免許取得に3ヶ月かかってしまったヒナノ ◯新型コロナウィルスが落ち着いたら… ・富山の"下の方"を観光してみたいヒナノ ・おうち時間を極めていたユウリ ・韓ドラについて ◯2人の共通点 ・やっぱりジャニーズ ・それぞれの推し同士が仲良しで親近感を感じた2人 ・情報量がすごいアクアジャニオタ陣 ・2人とも兄弟が柔道選手 ◯SNSについて ・SNSは見る専のヒナノと、発信しまくるユウリ ◯お仕事がお休みのアクアメンバーがグッズ販売・ファンクラブ募集活動中！ |
| 7月2日  | 杉原若葉 / 浮島杏加子              | ◯黒部市の各地でファンクラブ会員募集活動 ◯アクアの公式オンラインショップが開設しました！ ・新シーズンに合わせて新グッズが発売されるかも？（未定） ◯各種SNSを開設してPRにも力が入ってきたアクア ・ぜひリツイートで拡散してください！ ◯お便りコーナー ・実は同じ誕生日のペアが3組もいるアクア ・面白いを通り越して怖くなってきたアカネ ・去年まで所属していたカナと竹中トレーナーも同じ誕生日だった？ ・ジャニーズファン率が66.7%を超えているアクア（アカネ調べ） ・非ジャニーズファンは肩身が狭い |
| 7月9日  | 間橋香織 / 細沼綾                  | ◯2人の共通点 ・出身校が同じ春日部共栄高校の2人 ・カオリは日立時代にスカしてた？ ◯カスキョーあるある ・制服の靴下「3くしゅくしゅ」 ・スカートがスケバン並みに長い ・授業中にポテトをつまみ食いしていたカオリ ・アヤが3年生の頃に体育館が新しくなった ◯お酒について ・お酒を飲むと顔を真っ赤にして踊るカオリ ・ちょくちょく飲んでいるアヤ ◯お便りコーナー ・2人の埼玉愛 ・『翔んで埼玉』がオススメ ・カオリのニックネームは「カオリンゴ」？「カオリントウ？」 ・アヤのニックネームを開発しよう ・いつも主語がなくてカミカミなカオリ ・謎の絡みをするカオリ・アカネ・アヤ ・アボカドにハマっているアヤ ・アヤのニックネームは「アヤカド」に決定！ |
| 7月16日 | 馬場ゆりか / 立石優華              | ◯久しぶりのスタジオ収録 ・人生初のスタジオのユウカ ◯新型コロナウィルスのせいで話題がない！ ◯ユウカの日常 ・朝は毎日同じものしか食べないユウカ ・最近日常の日記をつけているユウカ ・毎朝「感謝ノート」をつけているユリカ ・朝に強い2人 ・3ヶ月後にユウカの日記をラジオで公開？ ◯前回のラジオでユリカがユウカをイジった話 ・ユウカのおもしろシーンをユリカのTwitterで公開！ ◯同じポジションなのに意外と（？）仲良しな2人 ・1文字違いの「ユウカ&ユリカ」コンビ ・初対面ではピリピリしていた？ ・試合ではモジモジユウカに発破をかけるユリカが見られるかも？ ・コートの内と外でギャップがあるユウカ ◯質問や組み合わせの要望も是非お寄せください！ |
| 7月23日 | 小西愛衣 / 星加輝                  | ◯何気にラジオ初共演の2人 ◯セッター談義 ・昔ミドルブロッカーをしてたメイ ・中学まではアタッカーだったヒカル ・対外試合がしたい2人 ・サーブ強化が課題のメイ ◯好きな音楽について ・中高生の頃GReeeeNにハマっていたメイ ・Mr.Childrenが好きなヒカル ・皆が聴いてる人気アーティストは聞きたくないメイ ◯英語について ・自粛期間中に教材を買って英語の勉強をしていたヒカル ・学生時代から英語が苦手だったメイ ・真面目に勉強していればよかったと思う2人 ◯コロナが流行っていなかったらやりたかったこと ・露天付き温泉に泊まりたかったヒカル ・キャンプがしたいメイ ・去年チームで行ったBBQの思い出 |
| 7月30日 | 舛田紗淑 / 戸部真由香              | ◯誕生日プレゼントについて ◯ユイは初めてのスタジオ収録 ◯ジャニーズについて ・Snow Manの目黒蓮にハマっているユイ ・小学生の頃にTOKIOの宙船で創作ダンスをしたユイ ◯バレーボールを始めたころについて ・小学3年生のころにバレーを始めたユイ ・バレーを始めてから1年で身長が15cm伸びたサヨ ◯お便りコーナー ・学生の頃から面識はあった？ ・高校の頃の合宿で出会った2人 ・サヨの仙台ベルフィーユ時代にユイがいた東北福祉大学と毎週試合をしていた ・リンカ以外は顔見知り ・一見怖そうに見えるけど、話してみると面白いサヨ ◯（サヨへ）どうぶつの森の面白いところは？ ・毎朝晩どうぶつの森をプレイ中 ・Switch版の進化について ・地元・北海道の友達とオンラインで遊んでいるサヨ ◯（サヨへ）嵐は本当に解散する？ ・"解散"じゃありません！（訂正） ・強いて言うならリーダー（大野智）推しのサヨ ・新型コロナの影響でライブや個展が中止になって悲しいサヨ |
| 8月6日  | 丸山紗季 / 杉原若葉                | ◯お便りコーナー ◯ビーチで練習していましたが、今後アクアがビーチバレーに出場する？ ・ビーチバレー出場予定はありません！ ・ビーチ練習にはマユカ（白﨑麻友香）も参加していた ・ユイのことをマユカと呼んでマユカに紛らわしい怒られたサヨ ・最近サーフィンを始めたサキ ・花火がしたいワカバ ◯最近ハマってること ・ようやくSwitchとどうぶつの森を手にいれたワカバ ・既にどうぶつの森ブームが過ぎ去ったサキ ・Switchの抽選に協力してくれた原マネ ・ワカバの島の名前は「しぼうと島（とう）」 ・サキの島の名前は「アロハ島」 ◯オフの日はほとんど動かないインドア派のワカバ ・オフの日は1日の歩数が数十歩のワカバ ・外に出る計画をしていたら夕方になっているワカバ ◯黒部に来て1年になるワカバに感想を ・このチームに来てよかった（byワカバ） ・カオリに"鳥取出身"と勘違いされていたワカバ（島根出身） ◯夏にやりたいこと ・BBQがやりたい！ ・コストコの牛タンが好きなサキ ・去年のBBQの思い出 ・夏とは関係なく「スミスキー（光るフィギュア）」を集めたいワカバ ◯杉原若葉さんからの謝罪 ・ラジオ収録を忘れて10分遅刻し、大先輩を待たせたワカバ |
| 8月13日 | 浮島杏加子 / 小杉凜華              | ◯初スタジオ収録のリンカ ◯お互いについて話そう ・リンカの自己紹介 ・久光時代にリンカ、ヒナノと対戦していたアカネ ・リンカがバレーボールを始めたきっかけ ・2人にとってのバレーボール ・1歳しか変わらないのに新人をお母さん目線で見てしまうアカネ ◯新型コロナウイルスについて ・アカネの地元（宮崎県延岡市）でもクラスター感染が発生 ・なにげに新型コロナ発症者が1人もいない黒部市 ・大会がことごとく中止で変な感じのアカネ ・サマーリーグも黒鷲旗もなくいきなりV1挑戦のリンカ ・会場が一体となって試合できる日を心待ちにしているアカネ ・まずはファンクラブに入会してもらって… ◯リンカの悩み ・アクアに来てから滑舌をイジられて悩んでいるリンカ ・リンカをイジっている主犯格はサキ・カオリ・アカネと新人3名 ・リンカはミズキに似ている？ ・SNSでも滑舌を指摘されたリンカ ・自分では言えてるつもりなのに… ・「さ行」と「た行」と「道下ひなの」に弱いリンカ |
| 8月21日 | 馬場ゆりか / 梅津憂理              | ◯ユウリは久々のスタジオ収録 ・透明の仕切りを設けてお送りしております ◯お便りコーナー ・武田コーチへの「バースデーワンマン」はバレー部あるある？ ・「バースデーワンマン」そこまでメジャーじゃない説 ◯ユウリさん、20歳の誕生日おめでとうございます！ ・大人な女性になると決意したユウリ ・ユウリ「TikTokとか、やってられねぇーぞ！」 ・かわいい歌とダンスは封印？ ◯運転には慣れた？ ・安全運転に気を付けているユウリ ◯コロナで公式戦がなくなりましたが、アクアの仕上がりは？ ・「対外試合をやってないのでわかりません！」byユリカ ◯洋食屋さんで他のお客さんに話しかけられたのにガン無視してしまっていたユリカ ・兵庫出身の他のお客さんに喋りかけてもらったユリカ ・兵庫Tシャツはもう着ないと決意したユリカ ◯背が高いから目立ってしまうユウリ ・大阪の人に話してもらったユウリ ・一般の方の中に入るときは膝を曲げたり足を開いて平均身長に近づけるユウリ ・最近男の人に間違われなくなかったユウリ ◯SexyZoneの松島聡さんが復帰してハイテンションだったサヨ                                                                              |
| 8月27日 | 星加輝 / 道下ひなの                | ◯初共演の2人 ・2人は口数少ない系女子？ ・大人しそうに見えて以外と喋るヒナノ ◯大学の新人歓迎会について ・1年生が一発芸をさせられるのは定番？ ・新歓では酔った勢いで「キューティハニー」を歌ったヒナノ ◯「夏」について ・大学生の頃、よく海でBBQしたヒカル ・夏といえば花火なヒナノ ・「ナガシマスパーランド」に行きたい2人 ・温泉旅行がしたいヒカル ・代謝が良すぎて汗をかきやすいヒナノとユイ ◯「ONE PIECE」について ・ローが好きなヒナノとゾロが好きなヒカル ・エースが死んだことがショックすぎて読むのをやめたヒナノ ・新作映画でエースが復活して泣いたかもしれないヒカル ・マニアックトークが止まらない2人 ◯最近見たマンガやアニメ ・最近「鬼滅の刃」と（ワカバに借りた）「ハイキュー!!」を見たヒナノ ・マンガなら「DAYS」がオススメなヒカル |
| 9月3日  | 舛田紗淑 / 細沼綾                  | ◯お便りコーナー ◯サヨが選ぶ嵐の曲ベスト5 ◯サヨの潔癖性はどうなった？ ・プールより海の方がマシ？ ・あらゆる「床」が無理なサヨ ◯アヤはお酒を飲むようになった？ ・お酒は飲むけどビールはまだ飲めないアヤ ・サヨは酒豪？ ◯名前が難読なサヨ ・ちゃんと読んでもらえないサヨ ・アヤも最初は読めなかった ・自分の名前を覚えるのが大変だったサヨ ・糸偏が好きなサヨ ・「糸偏」は「半分になった木」みたい？ ◯ビーチでの練習について ・ビーチは暑くて日焼けして砂まみれで着替えが面倒！ ・足腰強化になっていてほしい… ・ビーチバレー選手並みに焼けたサキとワカバ ◯ファンクラブ会員限定の青白戦が行われます！ |